# St. Anna (Höllberg)

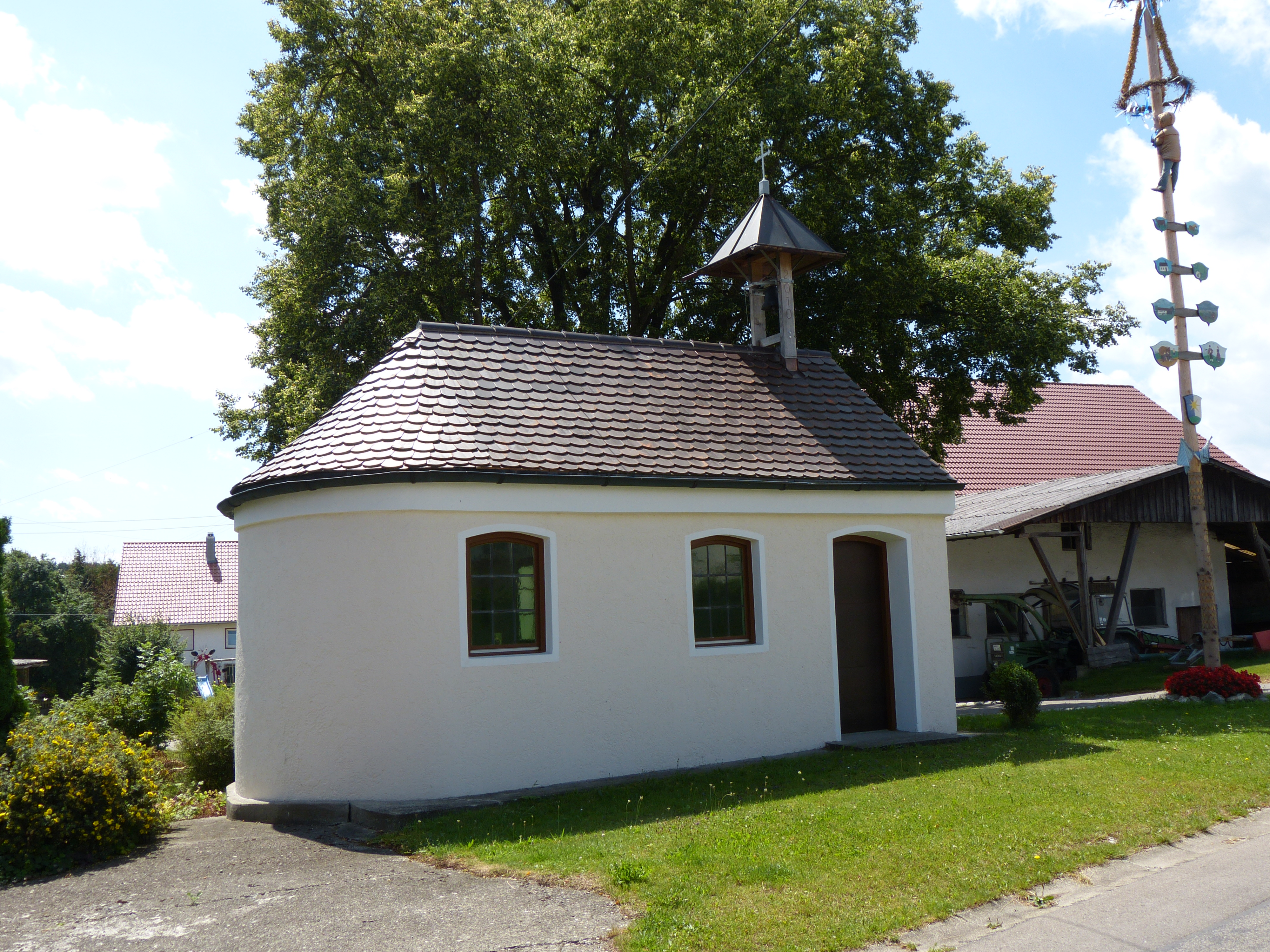
St.-Anna-Kapelle in Höllberg

St. Anna ist eine römisch-katholische Kapelle im oberschwäbischen Höllberg, einem Ortsteil von Kammlach. Bis 1923 gehörte die Kapelle zur Stadtpfarrei St. Stephan in Mindelheim, bevor sie zur Pfarrei Oberkammlach wechselte, woher die Pfarrer bereits seit dem 17. Jahrhundert kamen. Das genaue Baujahr der Kapelle ist nicht bekannt, sie dürfte aber aus dem späten 18. Jahrhundert stammen. Renovierungen fanden 1939 und 1948 statt.
Der flachgedeckte Bau mit einem korbbogigen Schluss besitzt beiderseits je zwei Stichbogenfenster. Diese Fensterform dürfte aber bei einer späteren Renovierung in den heutigen Zustand verändert worden sein. Am Westende der Nordseite befindet sich eine Stichbogentür, am Außenbau ein vorgekragtes Traufgesims mit einem neueren hölzernen Glockenstuhl.
Der Altar stammt aus dem 18. oder 19. Jahrhundert. Er besteht aus Holz und ist marmoriert. Auf einem die Apsis ausfüllenden Stipes befindet sich ein Sockel mit vier gefassten Figuren. Sie dürften um 1730 geschaffen worden sein. Zwei davon stellen die heilige Anna und das Marienkind dar, das sie an der Hand hält. Zwei Skulpturen von Bischöfen dürften am Anfang des 16. Jahrhunderts entstanden sein. Der eine Bischof hat als Attribut ein Kind, was ihn als Augustinus ausweisen könnte. Weitere Statuen sind ein heiliger Michael aus derselben Zeit wie die Bischöfe und ein heiliger Sebastian aus der Mitte des 18. Jahrhunderts mit gotisierenden Zügen. Ein volkstümliches Kruzifix aus der ersten Hälfte des 19. Jahrhunderts befindet sich ebenfalls in der Kapelle. Eine Mater Dolorosa aus Ton dürfte um 1500 geschaffen worden sein. Der heilige Urban, der früher in der Kapelle stand, ist heute auf dem linken Seitenaltar der Kirche in Oberkammlach aufgestellt. Das Gestühl hat geschweifte Brettwangen und stammt aus dem 18. oder 19. Jahrhundert.